# Neckera borealis
Neckera borealis är en bladmossart som beskrevs av Noguchi 1956. Neckera borealis ingår i släktet fjädermossor, och familjen Neckeraceae. Inga underarter finns listade i Catalogue of Life.